# Lord Belial
Lord Belial är ett svenskt -Death Metal band från Trollhättan/Vänersborg i Västergötland, som bildades 1992. Debutalbumet, Kiss the Goat, gavs ut 1995 och senaste albumet, Rapture släpptes 2022. Lord Belial låg på is under cirka ett och ett halvt år med start 2009, främst på grund av att trummisen Micke Backelin hade stora problem med tinnitus. Bandet återförenades 2010.
År 2013 bestod Lord Belial av Thomas Backelin och Micke Backelin. Live hanterades gitarr av Fredrik Wester (Warfect) och bas av Adam Chapman (ex- Vaginal Stabwound). Bandet avbröt all aktivitet 2015 och var helt inaktivt fram tills hösten 2020 då vissa livstecken kan anas. 4 mars 2022 släpptes singeln On a Throne of Souls.

## Medlemmar
Nuvarande medlemmar
- Thomas "Dark" Backelin – gitarr, sång (1992–2015, 2020 --)
- Micke "Sin" Backelin – trummor (1992–2015, 2020 --)
- Niclas "Pepa" Green (fd Andersson, aka Vassago) – gitarr (1992–2000, 2001–2003, 2006–2009, 2010–2011, 2020 --)[1]

Tidigare medlemmar
- Anders Backelin (aka Bloodlord) – basgitarr (1992–2009, 2010–2011, 2013–2015)
- Fredrik Wester – gitarr (2000–2002)
- Daniel "Mojjo" Moilanen – trummor (2003)
- Hjalmar Nielsen – gitarr (2003–2006)

Turnerande medlemmar
- Fredrik Wester – gitarr (2013–2015 )
- Adam Chapman (aka "Skärseld") – basgitarr (2013)

Bidragande musiker (studio)
- Marielle Andersson – sång[2]
- Jennie Klevenstam (fd Andersson, aka Lilith) – flöjt (1993–1999 & Kiss the Goat)
- Cecilia Sander – flöjt (Into the Frozen Shadows & Angelgrinder)
- Catharina Jacobsson – flöjt (Enter the Moonlight Gate)
- Annelie Jacobsson – flöjt (Unholy Crusade)
- Jelena Almvide – cello (Enter the Moonlight Gate & Unholy Crusade)
- Andy La Roque – gitarr (solo)
- Yonaz Af Dahlström - sång

## Diskografi
Demo
- 1993 – The Art of Dying
- 1994 – Into the Frozen Shadows

Studioalbum
- 1995 – Kiss the Goat
- 1997 – Enter the Moonlight Gate
- 1999 – Unholy Crusade
- 2002 – Angelgrinder
- 2004 – The Seal of Belial
- 2005 – Nocturnal Beast[3]
- 2007 – Revelation - The 7th Seal
- 2008 – The Black Curse
- 2022 – Rapture

EP
- 2003 – Scythe of Death

Singlar
- 2003 – "Purify Sweden"

Samlingsalbum
- 2008 – Ancient Demons
- 2014 – Invocation (Of the Northern Prince of Evil)
- 2014 – Lord Belial - Black Metal est. 1992 (6 12" vinyl box)
- 2020 – Wrath of Belial (CD + Digital) ("The art of dying" (1993) and "Into the frozen shadows" (1994) demotapes re-released.

Video
- 2001 – Night Divine (DVD)
- 2004 – Mark of the Beast (DVD)

Annat
- 2002 – Doomed by Death (delad singel med Runemagick)